# Gerald Edwin Hamilton Barrett-Hamilton
El mayor Gerald Edwin Hamilton Barrett-Hamilton fue un mastozoólogo británico-irlandés, nacido en 1871 y fallecido en 1914.

## Biografía
Barrett-Hamilton nació en la India, hijo de padres irlandeses, que regresaron y se establecieron en Kilmanock, en el condado de Wexford, cuando tenía tres años. Estudió ciencias en el Trinity College de Cambridge y se graduó en 1894. En 1896 se convirtió en uno de los comisarios británicos de la Bering Sea Fur Seal Commission; como tal, estudió las focas y su caza en el Pacífico Norte y el Mar de Bering (Islas Pribilof). Visitó Japón, Kamchatka y las islas del Pacífico Norte, y publicó varias notas sobre sus viajes.
En 1910 publicó A History of British Mammals. A partir de 1913, se le encargó el estudio de la caza de ballenas en el extremo sur del Atlántico. Posteriormente contrajo una neumonía y falleció el 17 de enero de 1914, a la edad de 42 años, en la isla Georgia del Sur, en el Antártico Sur, mientras dirigía una investigación del Gobierno británico sobre la caza de ballenas y focas en la zona.